# Bone Tomahawk
Bone Tomahawk és una pel·lícula dels Estats Units de western i terror del 2015 escrita i dirigida per S. Craig Zahler. És protagonitzada per Kurt Russell, Patrick Wilson, Matthew Fox, Richard Jenkins i Lili Simmons.

## Argument
A la dècada de 1890, en algun lloc entre Texas i Nou Mèxic, dos rodamons, Purvis (David Arquette) i Buddy (Sid Haig), es guanyen la vida robant i matant viatgers. Espantats pel so de cavalls que s'apropen, s'amaguen en un turó i troben un cementiri indi. En Buddy és assassinat per una fletxa, i en Purvis n'escapa.
Onze dies després, en Purvis arriba a la petita ciutat de Bright Hope i enterra les seves pertinences robades. En Chicory (Richard Jenkins), el suplent de suport de la ciutat, ho veu i n'informa al xèrif Franklin Hurt (Kurt Russell). Al saló del poble, en Hunt s'enfronta a en Purvis Quan li demanen el nom, en Purvis dubta abans de donar el nom de "Buddy" en un intent d'amagar la seva identitat. El xèrif Hunt dispara en Purvis a la cama quan tracta d'escapar. En Hunt envia en John Brooder (Matthew Fox), un home culte i conegut faldiller que presencia el tiroteig, a buscar el metge del poble. Mentrestant, el capatàs Arthur O'Dwyer (Patrick Wilson) descansa a casa seva amb una cama trencada. La seva dona Samantha (Lili Simmons), l'assistent del metge, atén la seva ferida. Com el doctor està borratxo, en Brooder crida la Samantha i l'acompanya a la presó per tractar la ferida d'en Purvis. Deixen la Samantha amb en Purvis i el seu ajudant Nick, i en Hunt i els altres tornen a casa. Aquella nit, en una casa, un nen de l'estable és assassinat per atacants invisibles.

## Repartiment
- Kurt Russell: Franklin Hunt
- Patrick Wilson: Arthur O'Dwyer
- Matthew Fox: John Brooder
- Richard Jenkins: "Chicory" Kory
- Lili Simmons: Samantha O'Dwyer
- Evan Jonigkeit: Nick
- David Arquette: Purvis
- Kathryn Morris: Lorna Hunt
- Sid Haig: Buddy
- Geno Segers: Boar Tusks
- Sean Young: Mrs. Porter
- Fred Melamed: Clarence
- Michael Paré: Mr. Wallington